# 61 Virginis d
61 Virginis d es un planeta extrasolar que orbita la estrella de tipo G 61 Virginis, localizado aproximadamente a 27 años luz en la constelación de Virgo. Este planeta tiene una masa 22,9 veces la de la Tierra y tarda 123 días en completar su periodo orbital, siendo su semieje mayor de aproximadamente 0,47 UA. Este planeta fue descubierto el 14 de diciembre de 2009 usando el método de la velocidad radial y el telescopio Keck. Es probable que sea un gigante gaseoso como Urano o Neptuno.